# Họ Đại kích
Họ Đại kích hay họ Thầu dầu(Euphorbiaceae) là họ lớn thứ năm trong tất cả các họ thực vật có hoa. Nó gồm khoảng 7,500 loài  chia thành 300 chi, 37 tông và ba phân họ. Phần lớn là cây thân thảo, nhưng ở khu vực nhiệt đới cũng tồn tại các loại cây bụi hoặc cây thân gỗ. Một số loài cây là mọng nước, và tương tự như các loài xương rồng, là do tiến hóa hội tụ.

## Phân bố
Họ này phân bổ chủ yếu ở khu vực nhiệt đới và ôn đới ấm trên khắp thế giới, với phần lớn các loài tập trung trong khu vực Indomalaya và sau đó là khu vực nhiệt đới châu Mỹ. Tại khu vực nhiệt đới châu Phi cũng có nhiều loài, giống, thứ, nhưng không đa dạng như hai khu vực kể trên. Tuy nhiên, chi Euphorbia cũng có nhiều loài trong các khu vực không nhiệt đới, chẳng hạn như khu vực Địa Trung Hải, Trung Đông, miền nam châu Phi hay miền nam Hoa Kỳ.

## Đặc điểm
Lá mọc so le, hiếm khi mọc đối, với các lá kèm. Hình dạng lá chủ yếu là lá đơn, nhưng cũng có loài có lá phức, chủ yếu là loại dạng chân vịt, không thấy dạng lông chim. Các lá kèm có thể bị suy thoái thành gai, lông tơ hay các tuyến nhỏ.
Hoa đối xứng xuyên tâm (tỏa tia) thường là đơn tính, với hoa đực và hoa cái thường cùng trên một cây. Như có thể dự đoán từ một họ lớn như thế này, ở đây có một sự đa dạng lớn về cấu trúc hoa. Chúng có thể là cùng gốc hay khác gốc. Các nhị hoa (cơ quan đực) có thể từ 1 tới 10 (hoặc nhiều hơn). Hoa cái là loại dưới bầu, có nghĩa là với bầu nhụy lớn.

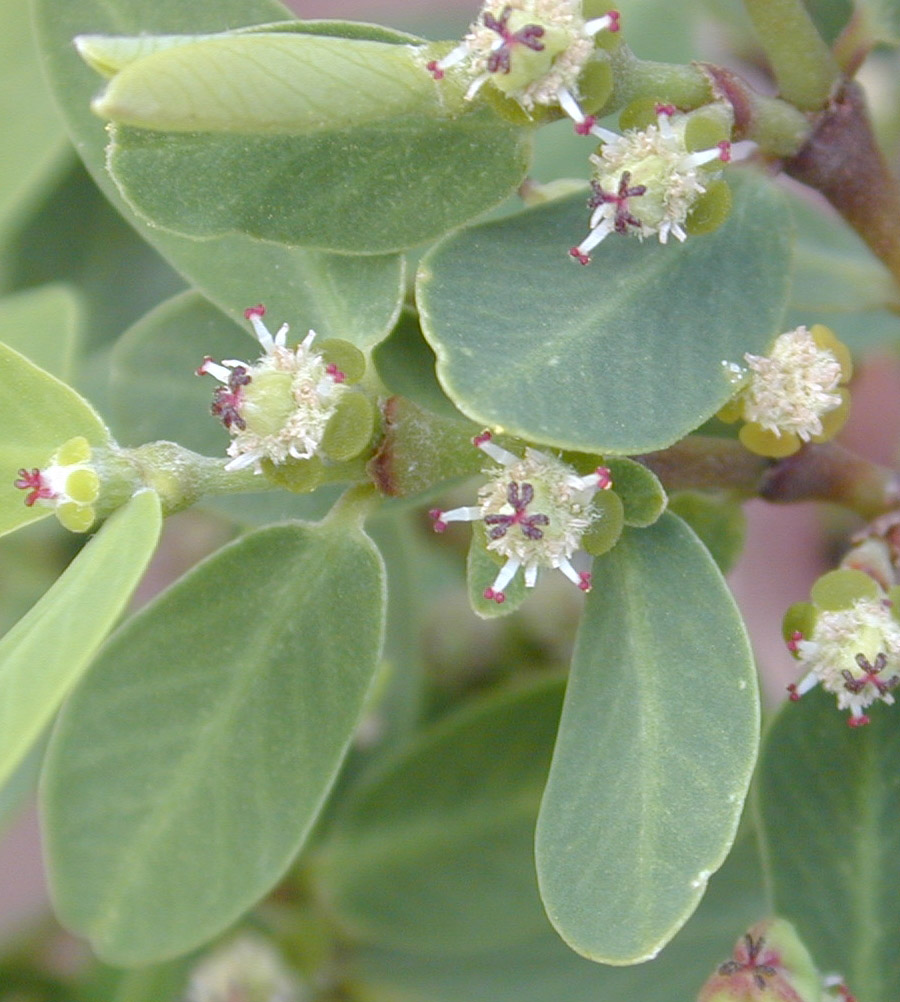
Kiểu cụm hoa của một loài trong chi Chamaesyce

Các chi Euphorbia và Chamaesyce có một dạng cụm hoa đặc biệt khác thường, được gọi là hoa hình chén (cyathium). Nó là một dạng tổng bao tựa như một đài hoa nhỏ chứa các tuyến mật ngoại biên hình móng ngựa bao quanh một vòng các hoa đực, mỗi hoa đực có một nhị hoa. Tại phần giữa của cyathium là hoa cái: một lá noãn đơn với các đầu nhụy phân nhánh. Sự phân bố tổng thể này tạo ra một sự tương tự như một bông hoa đơn độc.
Quả thường là loại quả nứt, đôi khi là quả hạch. Loại quả nứt điển hình là regma, một loại quả nang với ba hoặc nhiều hơn các ô, mỗi ô tách ra khi chín thành các phần riêng biệt và sau đó nổ để phân tán các hạt nhỏ.
Các loài cây trong họ này chứa một lượng khá lớn độc tố thực vật (các chất có độc tính do cây tiết ra), chủ yếu là các este diterpen, ancaloit, glicozit. Hạt của quả thầu dầu (Ricinus communis) chứa protein liên kết cacbohydrat rất độc là ricin.
Nhựa (mủ) dạng sữa hay latex là tính chất đặc trưng của các phân họ Euphorbioideae và Crotonoideae. Nhựa mủ này là độc hại ở phân họ Euphorbioideae, nhưng lại không độc ở phân họ Crotonoideae. Nhựa mủ của cây giá (Excoecaria agallocha) sinh ra các vết phồng rộp ở chỗ tiếp xúc và gây mù lâm sàng nếu tiếp xúc với mắt. Các tên gọi khác là buta buta (tiếng Mã Lai), gewa (tiếng Bengali ở Bangladesh).

## Phân loại
Các nghiên cứu phát sinh chủng loài phân tử chỉ ra rằng Euphorbiaceae theo định nghĩa truyền thống là đa ngành, tạo thành vài nhóm trong bộ Malpighiales. Xử lý trong bài này phản ánh các kết quả của các nghiên cứu này.
Các chi trước đây đặt trong phân họ Oldfieldioideae Eg. Köhler & G. L. Webster và Phyllanthoideae Beilschmied, với đặc trưng là 2 noãn trên mỗi ngăn, hiện nay được coi tương ứng là các họ Picrodendraceae và Phyllanthaceae, với 2 chi tách ra từ họ sau để lập thành họ Putranjivaceae; hai họ đầu dường như là các đơn vị phân loại chị em, có lẽ gần với phần còn lại của Euphorbiaceae truyền thống, trong khi đó họ thứ ba được đặt ở nơi khác trong bộ Malpighiales. Các chi còn lại, với đặc trưng 1 noãn trên mỗi ngăn, được coi như là Euphorbiaceae nghĩa hẹp và Peraceae Klotzsch.
Bốn phân họ hiện tại được công nhận trong họ Euphorbiaceae nghĩa hẹp. Theo truyền thống, ba phân họ Acalyphoideae Beilschmied, Crotonoideae Beilschmied và Euphorbioideae Beilschmied được công nhận dựa theo sự tồn tại hoặc không tồn tại của tế bào nhựa mủ và hình thái phấn hoa. Các phân tích phát sinh chủng loài các dữ liệu phân tử hỗ trợ tính đơn ngành của Euphorbioideae. Phần lớn các chi của Crotonoideae truyền thống có độ hỗ trợ vừa phải như là nhóm đơn ngành. Các nghiên cứu này cũng hỗ trợ mạnh tính đơn ngành của phần lớn các chi trong Acalyphoideae và sự tách ra của phân họ nhỏ thứ tư là Cheilosoideae K. Wurdack & Petra Hoffmann. Các chi còn lại của Acalyphoideae và Crotonoideae được đặt trong vài nhánh nhỏ mà quan hệ của chúng với nhau và với phân họ thứ tư không được hỗ trợ tốt.

## Sử dụng
Một loạt các loài cây trong họ Đại kích có tầm quan trọng kinh tế đáng kể. Các loài cây đáng chú ý nhất là sắn (Manihot esculenta), thầu dầu (Ricinus communis) và cao su (Hevea brasiliensis). Nhiều loài cây khác được trồng làm cây cảnh, chẳng hạn hoa trạng nguyên (hay nhất phẩm hồng, danh pháp Euphorbia pulcherrima).